# Patchulol
Patchulol o alcohol de pachulí  (C15H26O) es un terpeno extraído de pachulí. El (-) - isómero óptico es uno de los compuestos orgánicos responsables del aroma típico pachulí. Patchulol también se utiliza en la síntesis del medicamento de quimioterapia Taxol.